# أنتوني لويسيا
أنتوني لويسيا (بالفرنسية: Anthony Losilla) هو لاعب كرة قدم فرنسي في مركز الوسط، ولد في 10 مارس 1986 في Firminy ‏ في فرنسا. لعب مع دينامو درسدن وستاد لافالوا ونادي باريس ونادي بوخوم ونادي سانت إتيان ونادي كان.

## وصلات خارجية
- أنتوني لويسيا على موقع رابطة كرة القدم الفرنسية للمحترفين (الإنجليزية)
- أنتوني لويسيا على موقع قاعدة بيانات كرة القدم.إي يو (الإنجليزية)
- أنتوني لويسيا على موقع بيانات كرة القدم. دي إي (الألمانية)
- أنتوني لويسيا على موقع Soccerway.com (الإنجليزية)
- أنتوني لويسيا على موقع عالم كرة القدم.نت (الإنجليزية)
- أنتوني لويسيا على موقع GSA (الإنجليزية)